# Campochiaro
Campochiaro là một đô thị ở tỉnh Campobasso trong vùng Molise thuộc nước Ý, có vị trí cách khoảng 20 km về phía tây nam của Campobasso. Tại thời điểm ngày 31 tháng 12 năm 2004, đô thị này có dân số 624 người và diện tích là 35,2 km².
Campochiaro giáp các đô thị: Castello del Matese, Colle d'Anchise, Guardiaregia, Piedimonte Matese, San Gregorio Matese, San Polo Matese, Vinchiaturo.